# Tonkini incidens

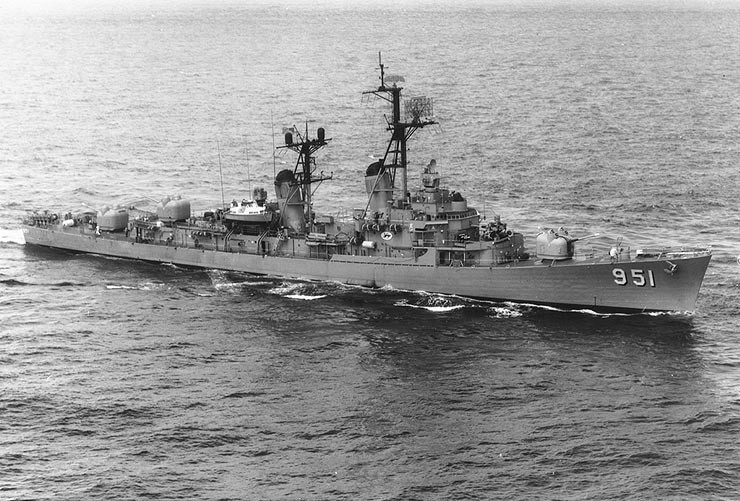
Az amerikai USS Turner Joy hadihajó. A kép 1964 májusában, néhány hónappal a tonkini incidens előtt készült

A tonkini incidens eredetileg két ütközetet jelentett, melyek során
amerikai források szerint észak-vietnámi hajók provokálatlanul támadást intéztek az Egyesült Államok rombolói ellen 1964 augusztusában a Vietnámi-öbölben (angolul Tonkin Gulf). A valós események máig vitatottak, az akkori hivatalos amerikai állásponttal szemben álló vélemények szerint a támadás pusztán politikai színjáték volt, amely ürügyként szolgált arra, hogy az USA nyilvánosan is fokozhassa titokban már amúgy is meglévő szerepvállalását Dél-Vietnámban. Ezt támasztja alá a közelmúltban titkosítás alól feloldott NSA jelentés is.
Közvetlenül az incidens után Johnson elnök felhívást intézett a kongresszushoz,
melyben kérte a Tonkini-öböl határozat jóváhagyását,
amely gyakorlatilag felhatalmazást adott az elnöknek a vietnámi háború kiterjesztésére.
2005. november 30-án az NSA néhány titkos dokumentumát nyilvánosságra hozták, amelyek azt bizonyítják, hogy a 2. észak-vietnámi támadás nem történt meg, az elnököt félreinformálták.

## Az események hivatalos amerikai változata

Az incidens térképvázlata

1964. július 31-én az amerikai Maddox (DD–731) romboló felderítő küldetésbe kezdett a Tonkini-öbölben. A küldetés hivatalos célja információszerzés volt az észak-vietnámi parti védelemről. Eközben további amerikai hajók támogatást nyújtottak dél-vietnámi kommandók Észak-Vietnám ellen intézett támadásaihoz.
Augusztus 2-án három észak-vietnámi torpedónaszád, dél-vietnámi hajónak vélve a Maddoxot, torpedó- és géppuskatámadást intézett ellene. A támadásra adott azonnali válaszként a Maddox a közeli Ticonderoga repülőgéphordozóról érkező légi támogatással megsemmisítette az egyik, illetve megrongálta a másik két ellenséges hajót. A Maddox mindössze egyetlen géppuskalövedéktől kapott felszíni sérülést. Az ütközet végeztével visszatért dél-vietnámi vizekre, ahol csatlakozott hozzá a USS Turner Joy (DD–951) romboló.
Augusztus 4-én a Maddox és a Turner Joy újabb őrjáratra indult az észak-vietnámi partok felé. Utóbbi hajnalban szonárjeleket észlelt, amelyeket észak-vietnámi támadásnak vélt. A két hajó erőteljes manőverezés közben körülbelül két órán át tüzelt radarcélpontokra, miközben torpedók elektronikus és vizuális észleléséről adtak jelentéseket. Nagyon valószínűtlen azonban, hogy bármilyen észak-vietnámi erő lett volna a közelben e harc alatt. John J. Herrick kapitány beismerte, hogy az egész csupán egy „túlbuzgó szonárkezelő”  képzeletének játéka volt, és ő valójában csupán „saját hajócsavarját hallotta”. Vo Nguyen Giap tábornok, aki az incidens idején az észak-vietnámi csapatok főparancsnoka volt, 1995-ben határozottan tagadta, hogy Észak-Vietnám bármiféleképpen részt vett volna az augusztus 4-i incidensben, miközben az augusztus 2-i támadást elismerte.

## Tonkini-öböl határozat
Bár a Maddox részt vett dél-vietnámi csapatok támogatásában, Johnson elnök hadügyminisztere,
Robert McNamara mégis tagadta az amerikai kongresszus előtt, hogy az amerikai haditengerészet támogatta volna a dél-vietnámi hadműveleteket. A támadásokat „provokáció nélküli”-nek nevezte. Annak ellenére, hogy nem volt bizonyíték a második támadásra, a kongresszushoz szólva a Maddox elleni második támadás „megdönthetetlen bizonyítékának” létezéséről beszélt.
McNamara kongresszusi tanúvallomásának eredményeként az amerikai kongresszus augusztus 7-én 88:2 arányban elfogadta a Tonkini-öböl határozatot, amely megalapozta a vietnámi háborúban való fokozott katonai részvételt. Csak Wayne Morse, oregoni és Ernest Gruening, alaszkai szenátor szavazott a határozat ellen. Morse szenátor a következőképpen fejtette ki véleményét:
„A történelem rögzíti majd, hogy Gruening és én az amerikai emberek érdekében szavaztunk, mikor ez ellen a határozat ellen adtuk le a voksunkat. És szeretném emlékeztetni az embereket arra, hogy tulajdonképpen mi is ez a határozat. Ez egy határozat, amely olyan erőt ad az Egyesült Államok elnökének kezébe, amellyel hadüzenet nélküli háborút indíthat.”
Bár hivatalosan sohasem volt hadüzenet, a határozat felhatalmazta Johnson elnököt, hogy „tegyen meg minden szükséges lépést, katonai erő alkalmazását is beleértve, bármely SEATO tagállam számára szükséges segítségnyújtáshoz, szabadságának megvédése érdekében”.
Mind Johnson, mind pedig Nixon elnök ezt a határozatot használta fel az Indokínában fokozódó amerikai szerepvállalás indoklására.
A határozatot a Nixon-kormány kambodzsai katonai beavatkozásának hatására 1970-ben visszavonták. Az Egyesült Államok már 1969-ben megkezdte csapatainak kivonását az ún. „vietnamizálás” politikájának megfelelően, de csapatai egészen 1973-ig jelen voltak a térségben.